# Ammophila adelpha
Ammophila adelpha är en biart som beskrevs av Kohl 1901. Ammophila adelpha ingår i släktet Ammophila och familjen grävsteklar. Inga underarter finns listade i Catalogue of Life.